# Regeringen Bratteli II
Regeringen Bratteli II var en norsk regering som satt från 16 oktober 1973 till 15 januari 1976. Statsminister var Trygve Bratteli och utrikesminister var Knut Frydenlund.